# Marc Degryse
Marc Degryse (Roeselare, 4 de setembre, 1965) fou un futbolista belga que jugava a la posició de davanter.
Com a jugador milità al Club Brugge (1983-89), RSC Anderlecht (89-95), Sheffield Wednesday FC (95-96), PSV Eindhoven (96-98), K.A.A. Gent (98-99) i K.F.C. Germinal Beerschot (99-02). En total disputà 543 partits professionals marcant 212 gols.
Amb la selecció jugà 63 partits, en els quals marcà 23 cops. Va disputar diverses Copes del Món: 1990 i 1994 on marcà 2 gols en 7 partits. Fou un cop Bota d'Or de Bèlgica i quatre futbolista belga de l'any.
Fou director tècnic del Club Brugge.

## Palmarès
- Lliga belga de futbol: 1987-88, 1990-91, 1992-93, 1993-94, 1994-95
- Copa belga de futbol: 1985-86, 1993-94
- Supercopa belga de futbol: 1985, 1993, 1995
- Lliga neerlandesa de futbol: 1996-97
- Supercopa neerlandesa de futbol: 1996-97, 1997-98